# تون (خراسان)
شهر تاریخی تون، از شهرهای بزرگ سرزمین خراسان محسوب می‌شده که دارای پنج دروازه بوده و به عنوان یکی از بزرگ‌ترین شهرهای حکومتی نقش مهمی در اقتصاد منطقه داشته‌است. شهر تاریخی تون در جنوب غربی شهر فردوس امروزی قرار گرفته‌است.

## پیشینه

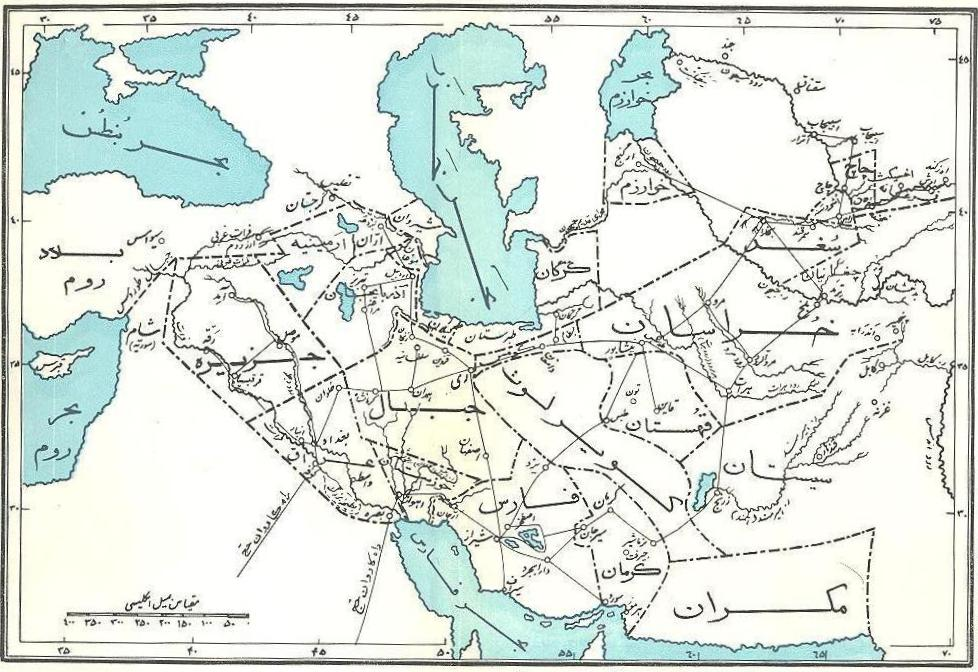
نام تون بر روی نقشه ایران در عصر خلفای عباسی، برگرفته از کتاب جغرافیای تاریخی سرزمین‌های خلافت شرقی

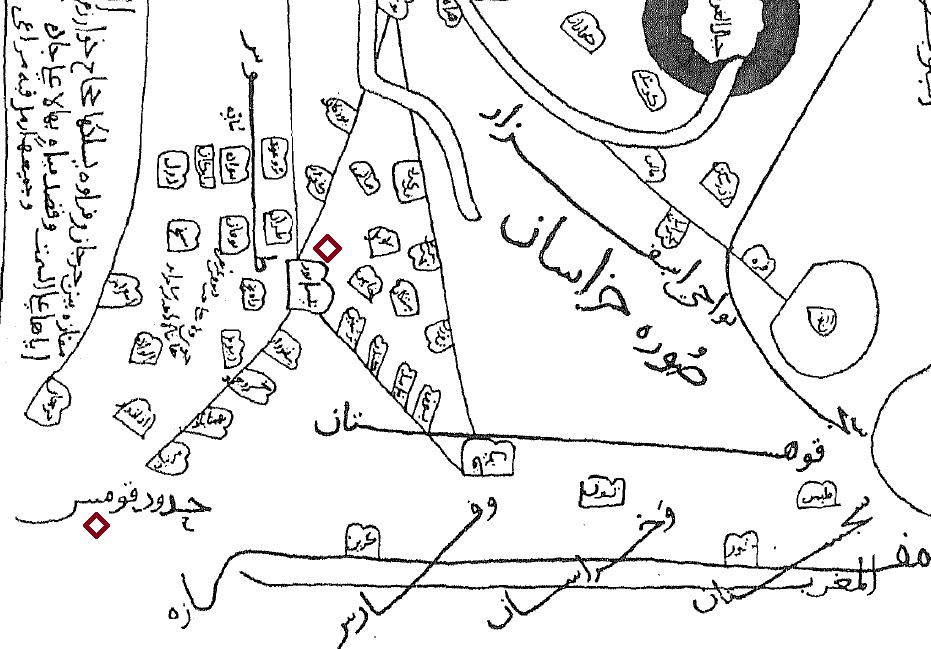
نام تون در کتاب صورة الارض ترسیم شده توسط ابن حوقل

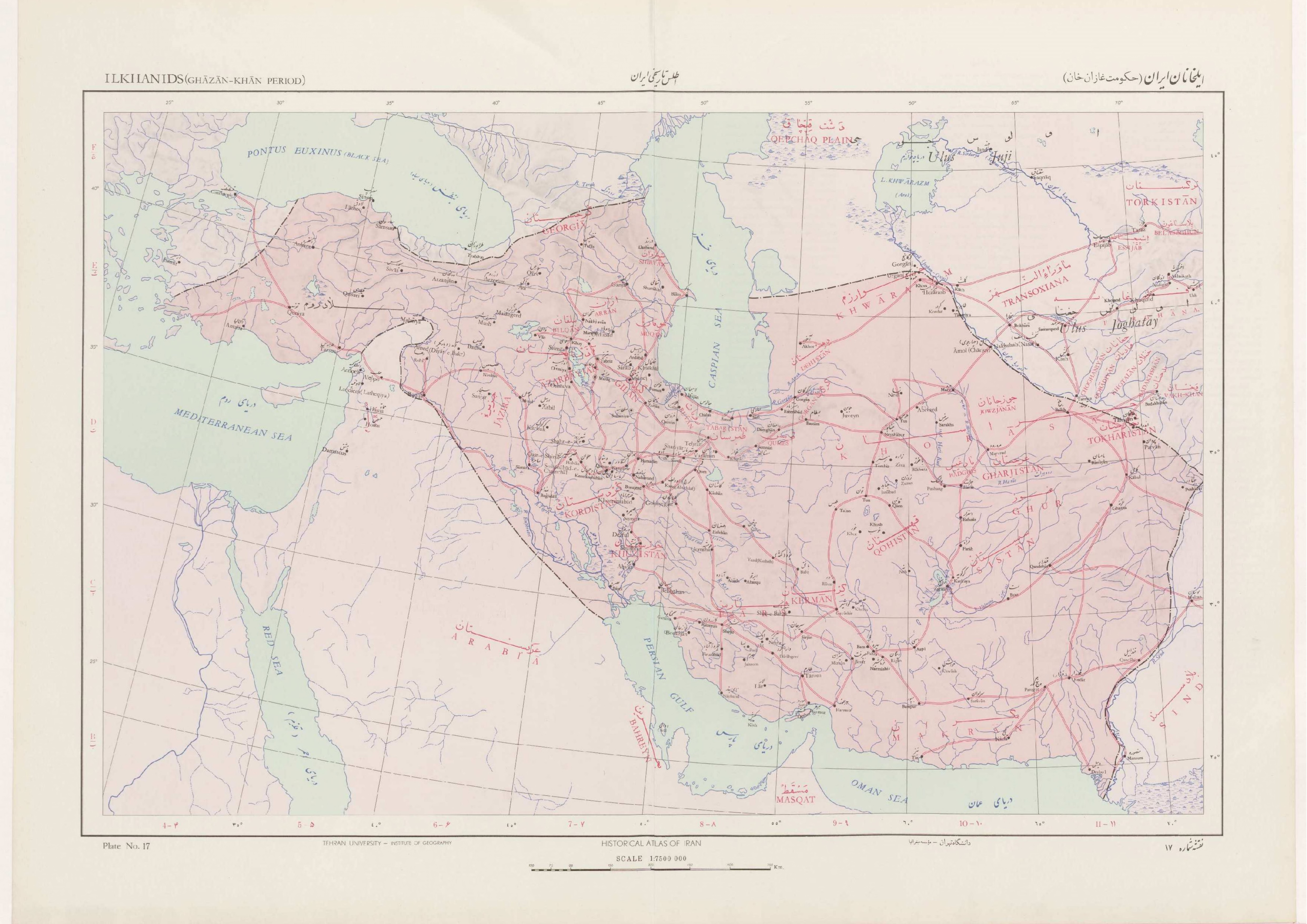
نام تون (tun) بر روی نقشه ایران در دوره ایلخانان تهیه شده توسط مؤسسه جغرافیا دانشگاه تهران

نام تون (طون) بر روی نقشه ایران در دوره صفویه ترسیم شده توسط کاتب چلبی

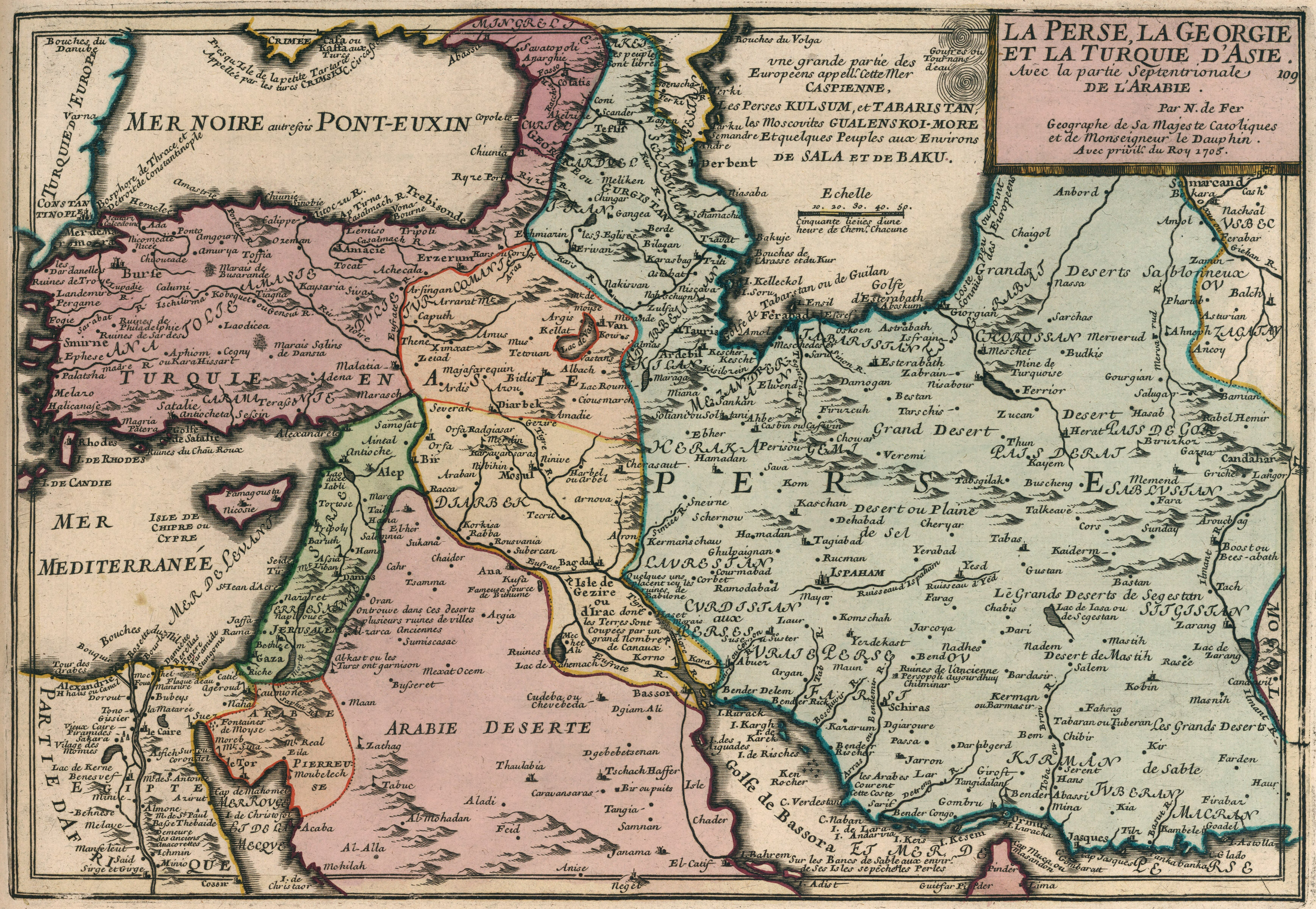
نام تون (thun) بر روی نقشه ایران در اواخر دوره صفویه و اوایل دوره پادشاهی هوتکیان ترسیم شده توسط Nicolas de Fer

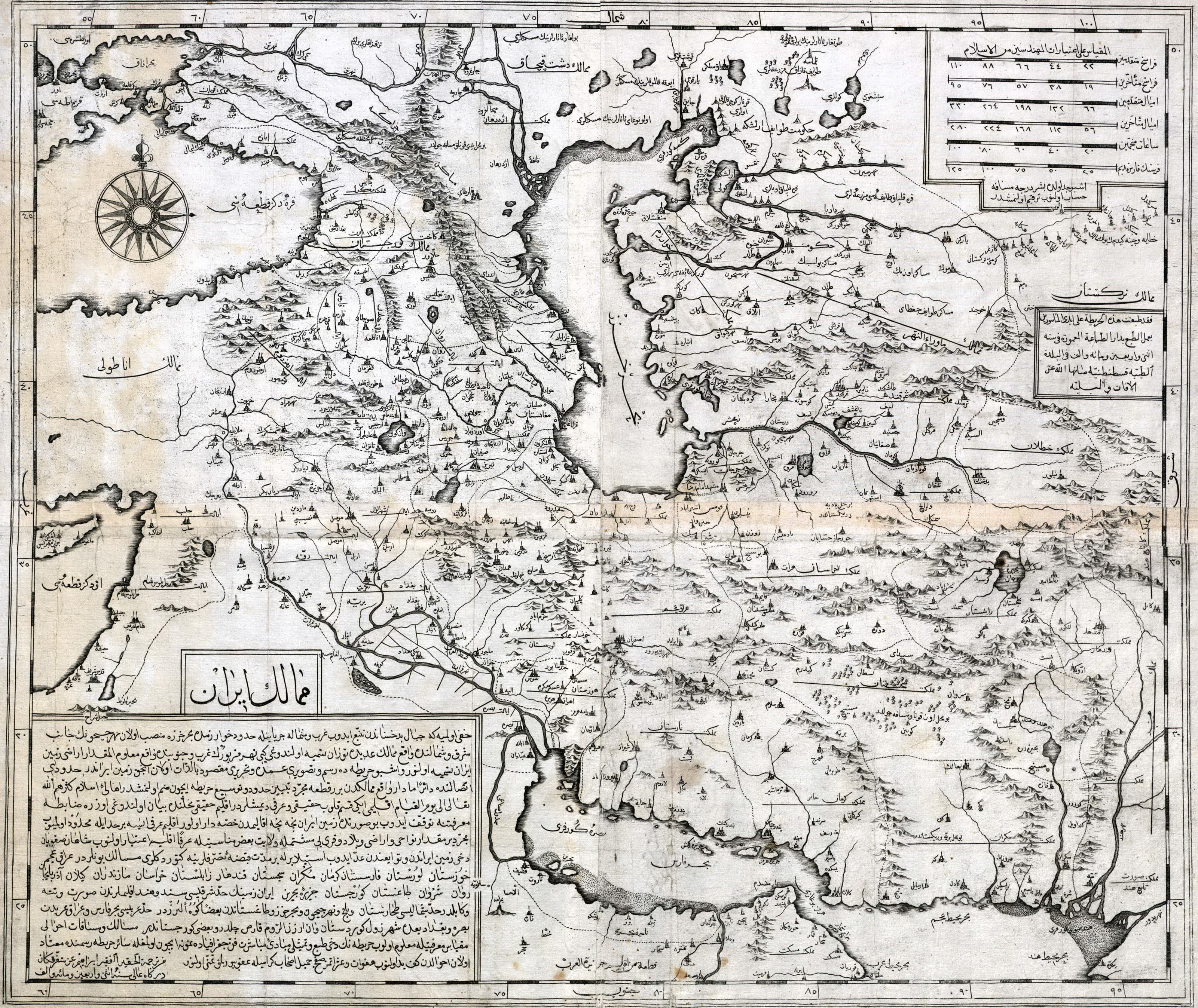
نام تون (طون) بر روی نقشه ایران در اواخر دوره صفویه و اوایل دوره پادشاهی افشاریه ترسیم شده توسط ابراهیم عن متفرقکان

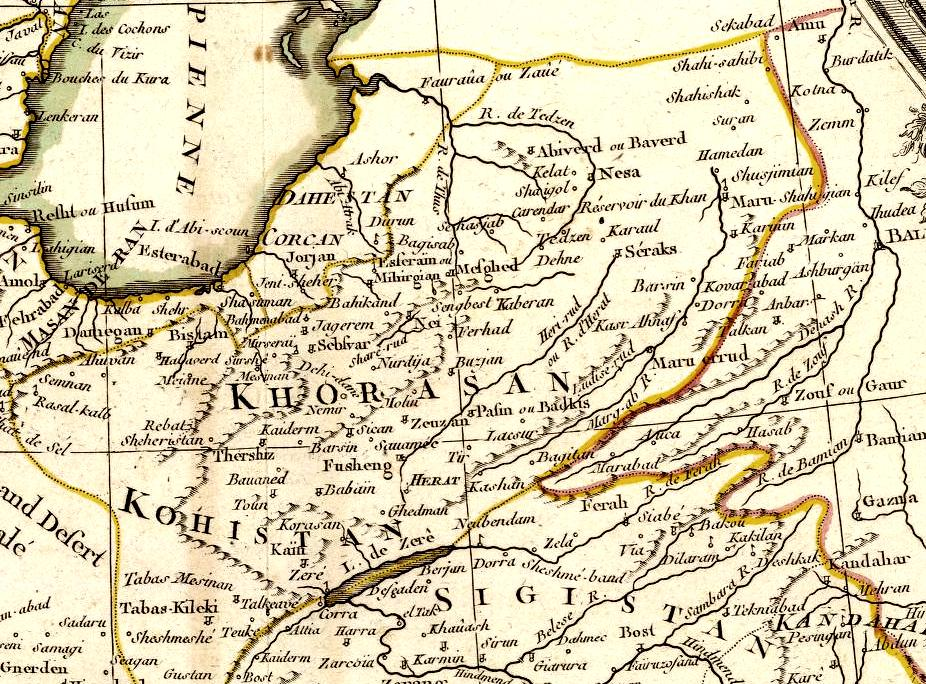
نام تون (toun) بر روی نقشه ایران در زمان پادشاهی زندیه ترسیم شده توسط Rigobert Bonne

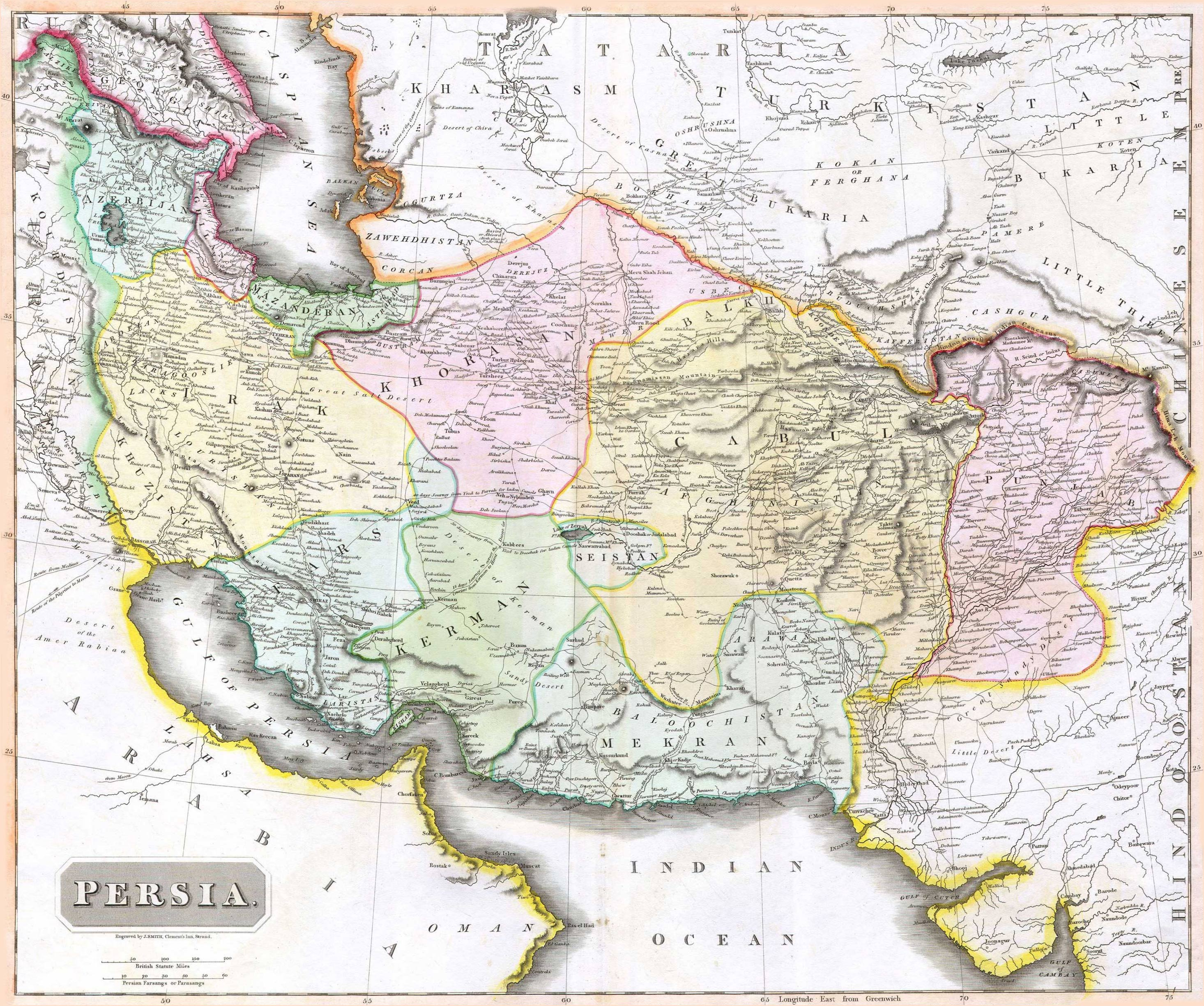
نام تون(Toon) بر روی نقشه ایران در اوایل پادشاهی قاجاریه ترسیم شده توسط J. Smith

حسن پیرنیا، در کتاب تاریخ ایران باستان، به اولین اشاره‌های تاریخی به منطقه‌ای که تون در آن واقع است می‌پردازد و می‌گوید: «از منطقه‌ای که تون در آن واقع شده‌است، در کتیبه داریوش با عنوان استاگارتیه یاد شده که نویسندگان قدیم ساکارتیا ضبط کرده‌اند.» این منطقه ابتدا زیر نفوذ مادها بوده و پس از عصر سلوکیان هم از طرف جنوب سرزمین پارت را محدود می‌کرده و جز قسمت تون و طبس، بقیه نواحی آن کویر خشک و بی‌آب و علف بوده‌است. هردوت، مردمان این ناحیه را طایفه‌ای از پارسی‌ها می‌داند و می‌گوید که به زبان پارسی سخن می‌گفتند و از راه شکار گورخر و غزال روزگار می‌گذراندند.
این شهر در متون قدیمی اغلب به نام بلده طیبه تون و در مکاتبات دوره صفویه، به نام دارالمؤمنین تون نامیده شده‌است.
دلایل و شواهد تاریخی نشان می‌دهد که در گذشته‌های دور که تون اهمیت و اعتباری تاریخی و جمعیتی داشته، به ویژه تا دوران اقتدار اسماعیلیه و حتی سده‌های پس از آن، به ولایت قهستان تعلق داشته‌است. ایالت تون یکی از مناطق قهستان بوده که بعد از الموت، دومین مرکز مهم فرقه اسماعیلیه بوده و تا حمله مغول دوام داشته‌است.
جیهانی در اشکال‌العالم «تون را به عنوان شهری آباد و بزرگ یاد کرده‌است».
از آن به بعد نام تون به مناسبت‌های مختلف در متون و سفرنامه‌ها دیده شده و اغلب از آن به عنوان شهری بزرگ و آباد نام برده شده‌است.
مقدسی جغرافیدانان قرن چهارم دربارهٔ شهر تون می‌نویسد:
آباد و پرجمعیت است، مردمش جولاهه کار هستند، دانشمندان بزرگ نیز دارد. دژی دارد جامعش در میان شهر است. از کاریزی که در جامع ظاهر می‌شود می‌آشامند.
ناصرخسرو قبادیانی، در سدهٔ پنجم هجری، خبر از وجود چهارصد کارگاه زیلوبافی در شهر تون داده‌است:
 شهر تون شهر بزرگ بوده‌است اما در آن وقت که من دیدم اغلب خراب بود و بر صحرایی نهاده‌است و آب روان و کاریز دارد و بر جانب شرقی باغ‌های بسیار بود و حصاری محکم داشت. گفتند در این شهر چهارصد کارگاه بوده‌است که زیلو بافتندی و در شهر درخت پسته بسیار بود در سرای‌ها و مردم بلخ و تخارستان پندارند که پسته جز بر کوه نروید و نباشد.
در بسیاری از دوره‌های زمانی، تون در کنار قائن، یکی از دو شهر مهم و بزرگ ولایت قهستان بوده و نامش را همراه قائن و گاه در ترکیب با آن، به صورت «تونوکین» (تون و قاین) به جای قهستان به کار می‌برده‌اند. مارکوپولو نیز در سفرنامه خود، از منطقهٔ قهستان با نام تونوکین (Tunocain) یاد کرده که اشاره به تون و قاین دو شهر بزرگ این بلاد داشته‌است. در دوره‌های اخیر که قائن اهمیت پیشین خود را از دست داده بود، تون به همراه طبس منطقه واحدی را تشکیل داده و عبارت تون و طبس جای تون و قائن را گرفت.
حمدالله مستوفی در نزهةالقلوب در مورد تون گفته‌است:
در اول شهر بزرگ بوده و این زمان شهری وسط است و وضع آن شهر چنین نهاده‌اند که اول حصاری به‌غایت بزرگ نهاده و خندق عمیق بی‌آب دارد و بازار درگرد حصار درآورده و شهر و خانه‌ها در گرد بازار و باغات و توتستان‌ها در گرد خانه‌ها و غله‌زار در گرد باغات و در گرد غله‌زارها بندها بسته که آب باران می‌گیرند و آب بِدان غله می‌برند و در آن بندها خربزه بی‌آب زراعت می‌کنند که به‌غایت شیرین می‌باشد و آبش از کاریزها است و هوای معتدل و حاصلش غله و میوه و ابریشم باشد.
 این شهر دارای ارگی بزرگ بود که ساخت آن را به عمرو لیث صفاری نسبت می‌دهند. در دوره صفویه و در زمان پادشاهی شاه تهماسب اول این ارگ مرمت گردید.
تون که در دورهٔ صفویه به خوبی رشد کرده بود، در قحطی قرن یازده بیشتر جمعیت خود را از دست داد.
در اواخر حکومت شاهان صفوی تون مرکز حکومت ملک محمود سیستانی شد. ملک نامه‌ای برای شاه صفوی فرستاد و خواست در خدمت او باشد و با افغان‌ها مقابله کند ولی درباریان به شاه از شوکت ملک محمود بیم دادند و در آنجا سرودند:
| چو سلطان عالم پیامش شنید      |  | دلش پاک پیوند او برگزید     |
| ولیکن سردار سپه سر به سر      |  | به آواز گفتند ای تاجور      |
| ز افغان نیاید به ما برگزند    |  | ولیکن بترسیم از این ارجمند  |
| به این گفته نتوان شد همداستان |  | که گرگی شود بز گله پاسبان   |
| ملک را چنین داد سلطان پیام    |  | از آن ره که پس آمدی پس خرام |
| ملک بازگردید و آمد به تون     |  | خرد گشته بر دولتش رهنمون    |

### سده اخیر
این شهر در سال ۱۳۰۸ خورشیدی، با تصویب هیئت دولت وقت از تون به فردوس تغییر نام داد. پس از زمین‌لرزه سال ۱۳۴۷، شهر جدید فردوس در شمال شرقی شهر قدیمی تخریب‌شده ساخته شد و پس از آن، اهالی فردوس، بقایای شهر تاریخی تون را با عنوان شهر کهنه اطلاق می‌کردند.

### وجه تسمیه تون
تون، در «معجم‌البلدان»، سفیدی روی ناخن، در «برهان قاطع»، گلخن حمام، در «مؤیدالفضلا»، جامه شبروی، در «مجمع‌اللغات»، حمام و در «فرهنگ نظام»، خزانه و گنجینه معنی شده‌است. اما به دلیل مجاورت با طبس که به معنی چشمه آبگرم است، باید مفهوم سرزمین گرم را داشته باشد.
بنابر یک قول دیگر، نام تون در زمان ایران باستان، «تابان» بوده‌است که پس از حمله اعراب در زبان عربی تغییر شکل یافته و به صورت تون درآمده‌است. بر طبق این قول، تابان و تابش که امروزه به نام تون و طبس شناخته می‌شوند، هر دو از شهرهای کهن ایران به‌شمار می‌روند.
کلمه تون به لغت اوستایی به معنی توانا و شایسته‌است. نامی که پیرنیا به صورت استاگرتیا برای آن ذکر می‌نماید به معنی نیرومند و پایدار ساخته شده‌است. کلمه تون همچنین به معنی گارگاه بافندگی است. در فارسی قدیم تان (تون) به معنی عالی و فوق‌العاده بوده‌است و تنکابن هم در حقیقت تون‌کوه‌بن است یا روستای تاکام همان تان‌کوم است و هم‌چنین معنی استراتژیک را می‌توان به عنوان صفت مکان از واژه تون برداشت کرد.

## قدمت تاریخی
بررسی‌های باستان‌شناسی و وجود محوطه‌ها و تپه‌های باستانی، رونق این ناحیه را تا پیش از اسلام به‌خصوص در عصر تاریخی به اثبات رسانده‌است.
قدیمی‌ترین آثار یافت‌شده در تون توسط باستان‌شناسان میراث فرهنگی خراسان، مربوط به هزاره سوم پیش از میلاد است
آثاری نیز از دوره اشکانی و ساسانی و دوران‌های تاریخی پس از اسلام بدست آمده‌است که تداوم حیات طولانی در این شهر را نشان می‌دهد.

## محله‌های شهر تون
قبل از زمین‌لرزهٔ شهریور ۱۳۴۷، شهر تون دارای ۵ محله به نام‌های
سادات، سردشت، تالار، میدان و کورگواه بود.
محلهٔ سادات در جنوب غربی شهر، محلهٔ تالار در شمال شرقی، محلهٔ میدان در مرکز و شرق، محلهٔ کورگواه در جنوب و جنوب شرقی و محلهٔ سردشت در شمال غربی شهر تون قرار داشتند.
بازار شهر، مسجد جامع، مدرسه علمیه و مزار امام‌زادگان در محلهٔ میدان قرار داشتند.
همچنین تون دارای ۵ دروازه به نام‌های دروازه میدان، دروازه قاین، دروازه طبس، دروازه ملک و دروازه سرخ کوه بود.
پس از زمین‌لرزهٔ سال ۱۳۴۷، شهر در مجاورت شهر قبلی ساخته شد و محله‌های سابق در هم آمیخت.

## تسخیر و ویرانی
تون پس از الموت مهم‌ترین مرکز اسماعیلیه در قهستان بوده و قلاعی مستحکم داشته‌است.
ابن اثیر در کتاب الکامل فی التاریخ می‌نویسد:
مردم شهر تون بر مذهب اسماعیلیه پایدار ماندند سپاه مغول به رهبری هلاکوخان نوه چنگیز خان رهسپار شهر تون گردید. در بهار سال ۶۵۳ سپاه هلاکو خان مغول این شهر را پس از هفت روز مقاومت تصرف کرد و مردم آن را قتل‌عام کرد.
عطاملک جوینی در تاریخ جهانگشای می‌نویسد:
 تا هفتم روز که لشکر بر حصار رفتند و باره آن بر زمین یکسان کردند و تمام مردان و زنان را به صحرا راندند و از ده سال به بالا را کشتند و چهل هزار نفر سر از تن جدا کردند.
مردم شهر تون در حمله مغول قتل‌عام شدند و چهل هزار نفر از اسماعیلیه در تون کشته شدند به‌طوری‌که از کشته‌ها پشته و تپه ساخته شده و روی آن تپه، تخت هلاکوخان قرار داده شده‌است. این تپه که به «تخت هلاکو» معروف شده بود

## قلاع تاریخی
- کوه قلعه:

عطاملک جوینی در تاریخ جهان‌گشای دربارهٔ کوه قلعه فردوس می‌گوید:
 از ۷۰ دژی که در قهستان قرار داشت، وسیع‌ترین و عظیم‌ترین آنها در ۵ هزار گزی جنوب غربی شهر تون باشد. اسماعیلیان، قلعهٔ نظامی خود را در بالای این کوه ساخته بودند که در بلندترین نقطه دشت تون واقع شده و از تمام جهات بر منطقه مشرف است. موقعیت این قلعه به‌گونه‌ای است که از سه جهت به پرتگاه‌هایی منتهی می‌شود و تنها راه دسترسی به قلعه از طریق تنگه‌ای است که در جنوبی غربی کوه، که شیب کمتری دارد، قرار گرفته‌است.
 این قلعه در ۶ حصار مختلف ساخته شده و مرکز فرماندهی در طبقه ششم و در نوک قلعه قرار دارد. طبقات دیگر آن دارای دروازه‌های ورودی از جهات مختلف، محل نگهداری آذوقه، اسلحه‌خانه، اصطبل، آب‌انبار، برج و بارو و حمام و تالارها و سربازخانه هستند. ارتفاع برج‌ها حدود ۵ متر بوده و تمام آنها به کمک سنگ‌های لاشه و ملات گچ و ساروج ساخته شده‌اند. این قلعه دارای تونلی آجری است که به قلعه دختر، یکی دیگر از قلعه‌های تاریخی اسماعیلیان، متصل است و این راه زیرزمینی این دو قلعه را به وسیله یک راه زیرزمینی دیگر به وسط شهر تاریخی تون متصل می‌کند. در داخل این تونل زیرزمینی که پس از زمین‌لرزهٔ سال ۱۳۴۷ کشف شد، اجساد بسیاری از مردگان یافت شد که در کنار هم در داخل این تونل چیده شده و دارای کفن‌هایی با آثار اسلامی و آیات قرآن بودند.
- قلعه دختر:

قلعه دختر ، قلعه‌ای به‌جای مانده از اسماعیلیان و مربوط به سده‌های پنجم و ششم هجری قمری است که در ۸ کیلومتری شمال غرب فردوس این قلعه بر بالای کوهی ساخته شده‌است که اهالی روستای حسن‌آباد آن را قلعه دختر می‌نامند. این قلعه، دارای چند حصارسنگی است و در آن آثاری از حمام و برج و بارو و میخ‌های بزرگ آهنی مشاهده می‌شود.
این قلعه دارای تونلی آجری است که به کوه قلعه، یکی دیگر از قلعه‌های تاریخی اسماعیلیان، متصل است و این راه زیرزمینی این دو قلعه را به وسیله یک راه زیرزمینی دیگر به وسط شهر تاریخی تون متصل می‌کند. در داخل این تونل زیرزمینی که پس از زمین‌لرزهٔ سال ۱۳۴۷ کشف شد، اجساد بسیاری از مردگان یافت شد که در کنار هم در داخل این تونل چیده شده و دارای کفن‌هایی با آثار اسلامی و آیات قرآن بودند.

## آثار تاریخی
شهر تاریخی تون دربردارندهٔ چندین اثر تاریخی است از جمله:
- مدرسه علمیه علیا
- مدرسه علمیه حبیبیه
- مسجد جامع تون
- مسجد سیدی
- مجموعه تاریخی کوشک
- امامزاده محمد و ابراهیم
- آرامگاه میر تونی
- آرامگاه میرزاها
- ارگ تون
- حمام خیروز
- حمام جهانیار
- حمام کوشک
- حمام سردشت
- تپه چنجه
- پایاب تاریخی تون
- بقایای معماری سرخ کوه
- حوض‌انبارسیدی
- حوض انبار سرخ کوه
- حوض انبار خوجه
- آب انبار بازار
- آب‌انبار سادات
- آب‌انبار استاد عبدالله
- آب‌انبار شور
- آب انبار حسینیگی
- آب‌انبار قلعه
- آب‌انبار جوگی
- آب‌انبار سردشت
- خانه افراشته
- خانه معزی
- خانه مقدم
- خانه راهی
- خانه آزاد
- خانه بدیعی
- خانه رسایی
- خانه طبسی
- خانه کباری
- خانه مجد الاشراف
- خانه صدرالسادات (۱)
- خانه صدرالسادات (۲)
- گورستان خاموشی

شهر تون، در تاریخ ۸ خرداد ۱۳۷۸ با شمارهٔ ثبت ۲۳۴۱ به‌عنوان یکی از آثار ملی ایران به ثبت رسیده‌است.

## نگارخانه

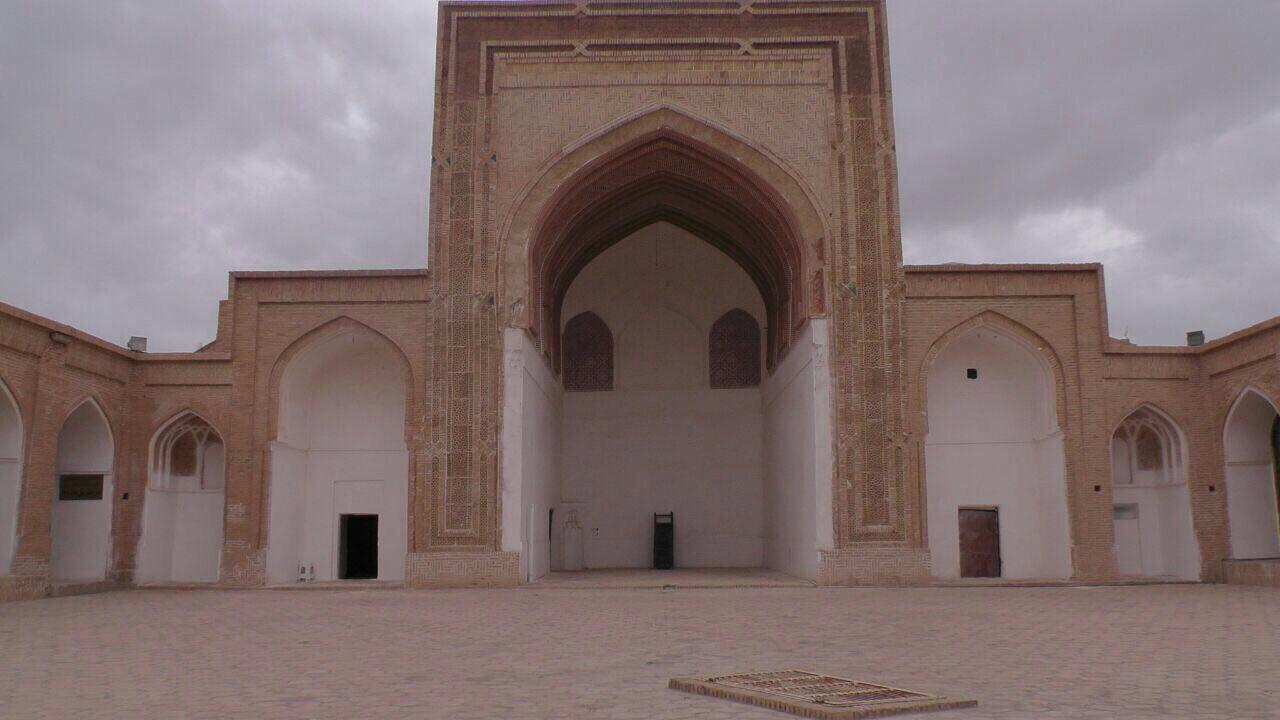
مسجد جامع تون
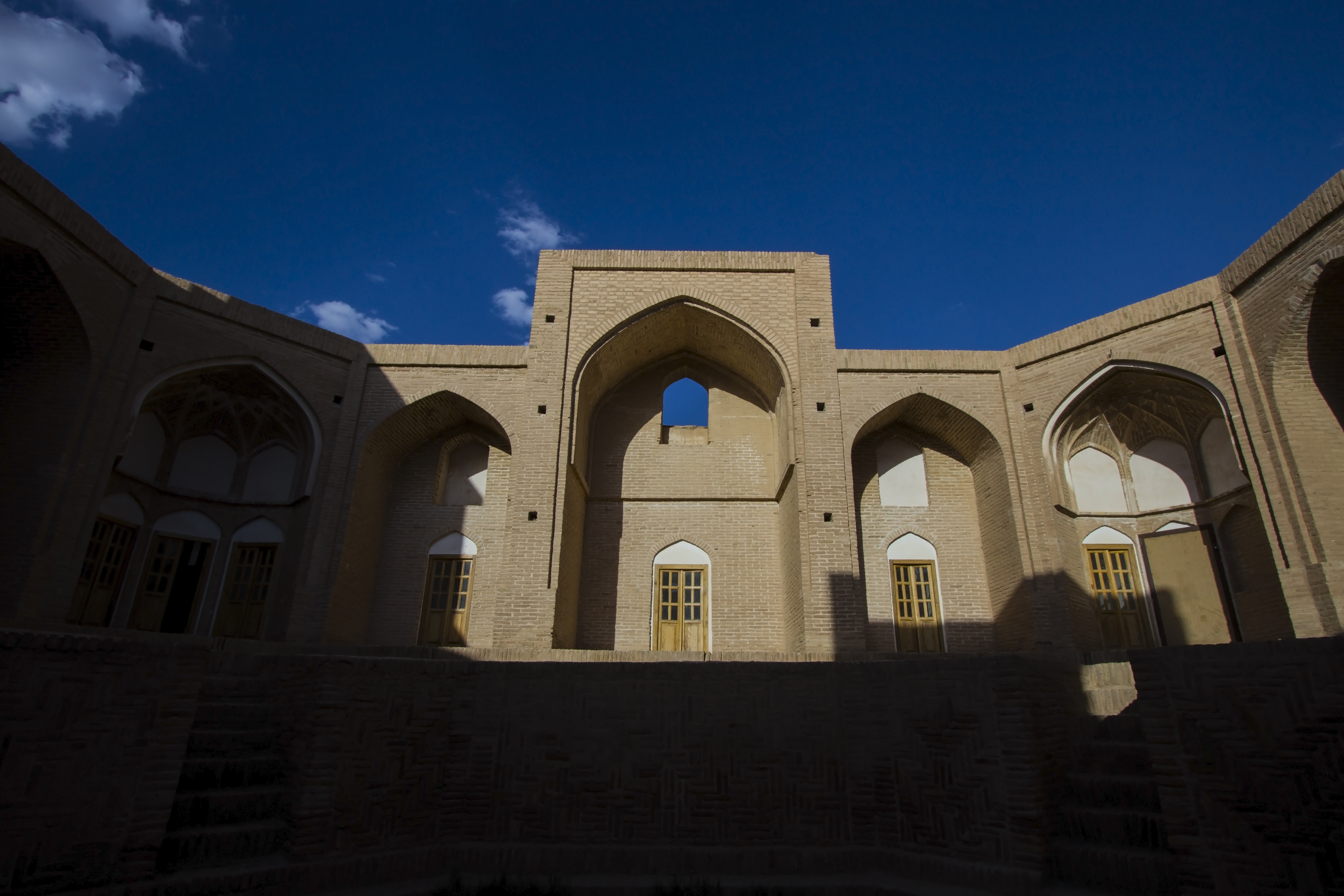
نمای درونی مدرسه علیا، ساخته شده در دوره صفوی
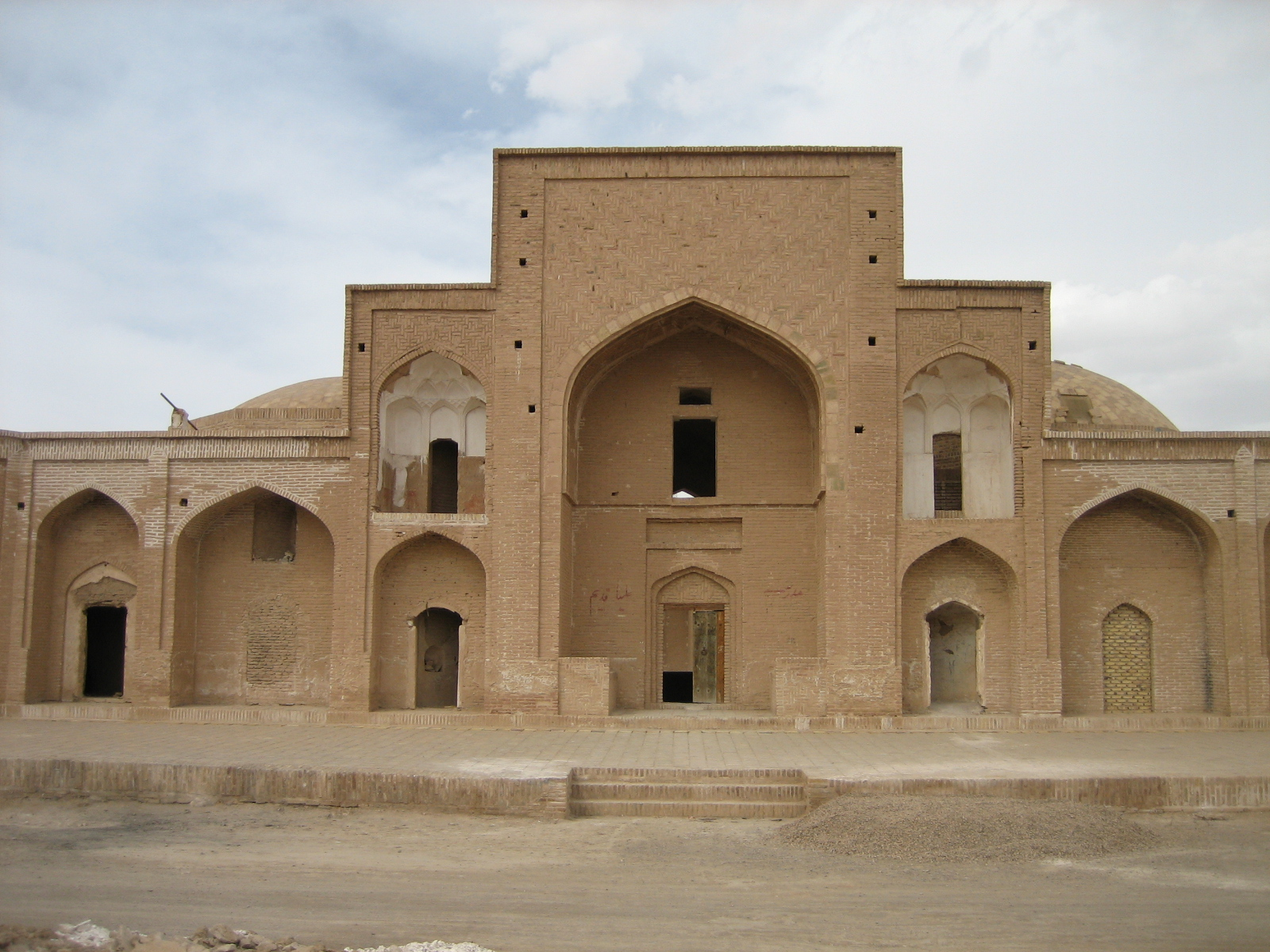
نمای بیرونی مدرسه علیا، ساخته شده در دوره صفوی